# Saga (cesarz)
Saga (jap. 嵯峨天皇 Saga tennō; ur. w 786, zm. w 842) – 52. cesarz Japonii, według tradycyjnego porządku dziedziczenia.
Przed wstąpieniem na tron nosił imię książę Kamino (jap. 神野親王 Kamino shinnō). Był on drugim synem cesarza Kammu i młodszym bratem cesarza Heizei.
Saga panował w latach 809–823.
Mauzoleum cesarza Saga znajduje się w prefekturze Kioto. Nazywa się ono Saga no yama no e no misasagi.